# Mizan Teferi
Mizan Teferi este un oraș din Etiopia. În 2007 avea 23.144 de locuitori.